# Nchanga Rangers FC
Der Nchanga Rangers FC ist ein Fußballverein aus Chingola, Sambia. Er spielt in der obersten sambesischen Liga. Ihre Heimspiele tragen sie im Nchanga Stadium aus.

## Erfolge
- Zambian Premier League: 2×

1980, 1998
- Zambian Cup:

1978
- Gewinner des Zambian Challenge Cup: 1965, 1973, 1976
- Gewinner des Zambian Charity Shield: 1980, 2002

## Bekannte Spieler
- Patson Daka
- Hillary Makasa
- Moses Sichone
- Andrew Sinkala